# Hübrisz

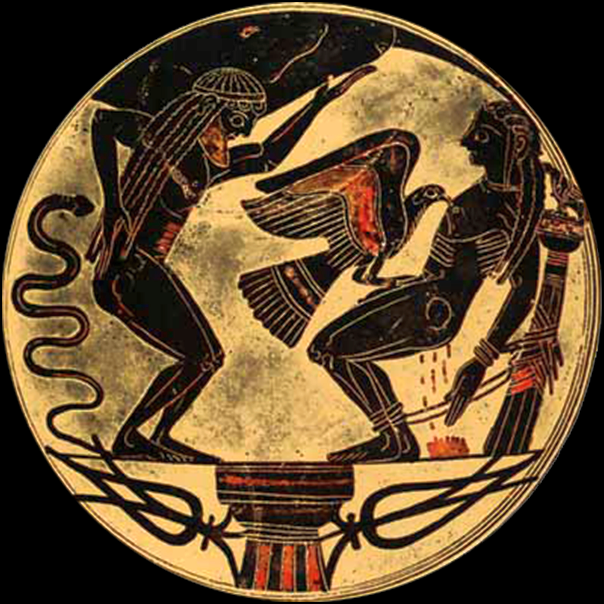
Feketealakos kerámia (i. e. 550), amely Prometheust ábrázolja, büntetését töltve, oszlophoz kötve.

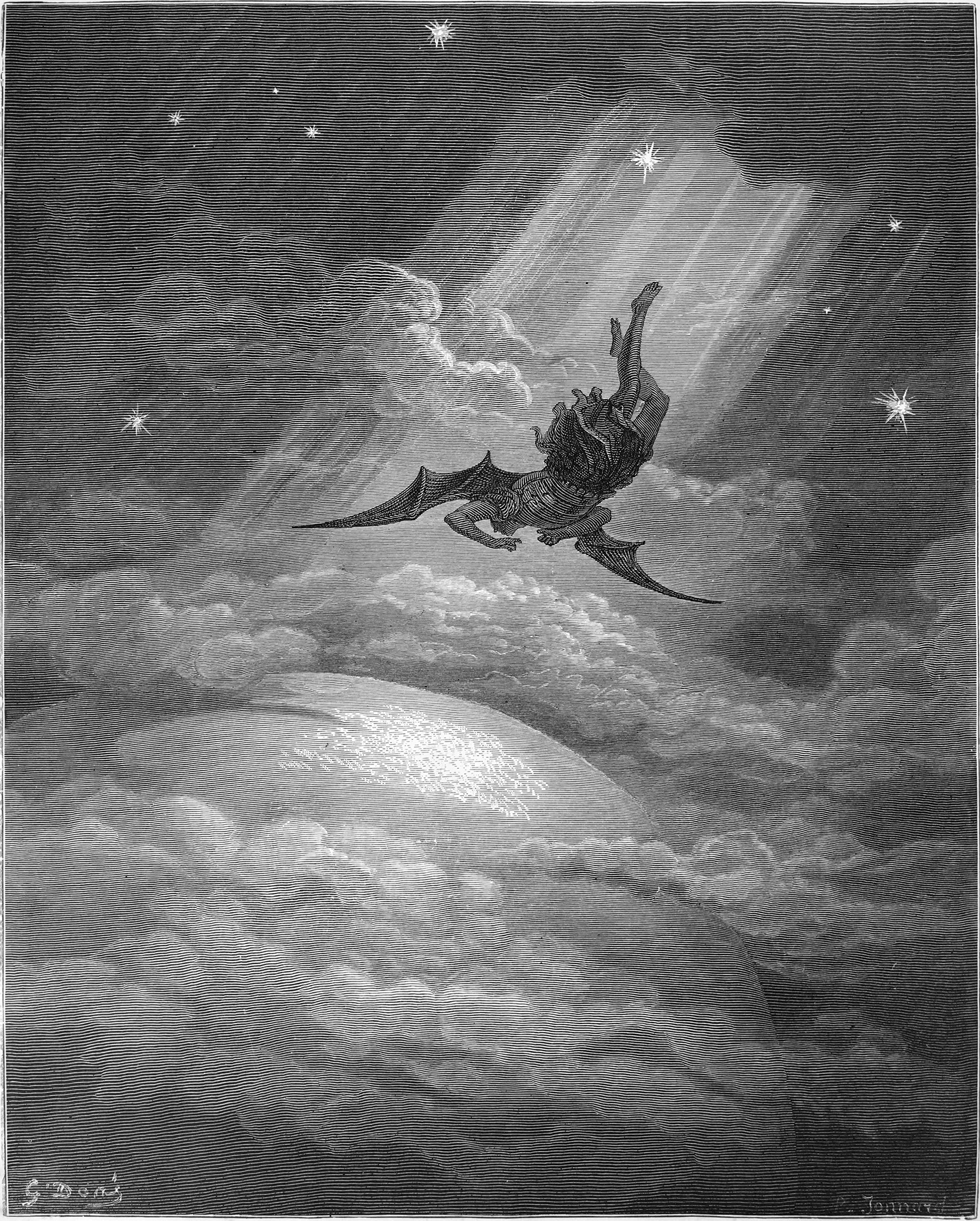
A hübrisz legismertebb bibliai példája, amikor Sátán lelkében megjelent a hübrisz, azaz a gőg és büszkeség, hogy ő több Istennél. Gustave Doré illusztrációja John Milton Elveszett paradicsom című művéhez

A hübrisz ókori görög fogalom, amelyet leginkább a gőg, kevélység,  elbizakodottság szóval szokták fordítani. Eredetileg túlkapást, áthágást jelöl, másvalaki szférájába ártva behatolást jelentett.
Erkölcsileg a legnagyobb bűnt jelentette: azt a bűnt, hogy az ember elfeledkezik az istenek elsőségéről, és önmagát hiszi mindenhatónak. A túlvilági lét szempontjából a vallási hagyomány szerint két morális választási lehetőség létezett: a szophroszüné azaz a jámborság erénye szerint élő ember túlvilági boldogságra számíthatott, ha viszont a hübrisz határozta meg magatartását, része az alvilági szenvedés lett. Istenek közül Nemeszisz, a megtorlás istennője legfőképpen ezt büntette.

## Athéni jog
A klasszikus Athénban azonban konkrét büntetőjogi fogalom is volt: az olyan erőszakos cselekedeteket jelölték vele, amelyek célja kizárólag az áldozat megszégyenítése és megalázása volt, a saját felsőbbrendűség kimutatásáért. 
A mai jogértelmezésünkkel ellentétben, ahol a bűncselekmény fogalma a tényállásra vonatkozik, az athéni hübrisztörvény „elsődlegesen nem sajátos cselekedetekkel és a belőlük származó károkkal foglalkozik, hanem inkább a mögöttük álló szándékkal; azzal a szándékkal, hogy szégyent és következésképpen a becsület elvesztését idézzék elő.” Mivel az elkövető nemcsak az áldozatot, hanem a társadalmi rendet is megsértette, a büntetésnek nyilvánosnak kellett lennie.
Azokban az esetekben, amelyek során hübrisz miatt emeltek vádat, az alábbi közös vonások lelhetők fel:
- Az áldozat megalázása vagy megszégyenítése súlyosabb volt, mint maga a fizikai bántalom.
- Az elkövető nem tett szert nyereségre, vagy a nyereség mértéke igen csekély volt.

A két leghíresebb hübrisz-vád Démoszthenész beszédeiben maradt fenn: az egyik a Meidiászé, aki arculütötte Démoszthenészt a színházban, a másik pedig Konóné, aki fia és barátai társaságában részegen belekötött egy emberbe.

## Hübrisz témája a görög irodalomban és mitológiában
A Görög mitológiában többször szemléltetik a gőgös viselkedés büntetését az isteni sorscsapást:  Héraklész, Prométheusz, Ikarosz, Niobé, Arakhné, Bellerophón történetei. Az ókori görög színház is részletesen körbejárja, például  Szophoklész drámáiban ábrázolja a hatalmi gőg és önteltség megjelenését és kapcsolati zavarait többek között Kreón / Antigoné, Oidipusz / Oidipusz király alakján keresztül.

### Homéroszi eposzok
Az Iliasz I. énekében a szó Agamemnónra, a görög fővezérre vonatkoztatva bukkan fel, aki először megsérti Apollón papját (lányát nem akarja visszaadni neki), majd Akhilleusznak a zsákmányrészét követeli. Pallasz Athéné közbelép, hogy megfékezze Akhilleuszt. Az istennőt a sértett Akhilleusz így vonja kérdőre:
„Pajzstartó Zeusz lánya, miért jöttél ide ismét?
Tán, hogy dölyfét lásd Agamemnón Átreidésznak?”
Az Odüsszeiában Pénelopé kérőivel kapcsolatban fordul elő a szó, akik Odüsszeusz távollétében házában dőzsölnek és vagyonát pusztítják :
(a kérők) „szörnyű dölyfe az érc égboltig is elhat”
Mivel ez a magatartás nem csak az emberi, hanem az örök normákat is sérti, természetes, hogy a kérőkkel való leszámolás után Odüsszeusz idős apja az isteni igazságszolgáltatást látja végkifejletben:
„Zeusz atya, éltek még az Olümposzon, isteneink, ti,
hogyha elérte a hetyke kevély kérőket a bosszú.”

### Aiszkhülosz
Aiszkhülosz Perzsák című műve szerint (i. e. 472) perzsák mérhetetlen hübriszük miatt szenvedtek vereséget a görögöktől:
„A hullatornyok néma szóval hirdetik
a harmadik méd nemzedék szemének is:
mértéktelen ne szőjön az ember terveket.
A gőg, virágozván, csapás-kalászt terem,
s arat belőle keserű sirámokat.”
A fenti sorokban megjelenő metafora azt érzékelteti, hogy a bűn (hübrisz) és bűnhődés ugyanolyan szoros kapcsolatban áll, mint a virág és termés.

## Hübrisz szindróma
Az USA-ban a jelentős negatív gazdasági hatását tekintve már 1986 óta tanulmányozzák a hübrisztikus vezetést. 2008-tól  David Owen, brit neurobiológus és politikus neves közéleti szereplők pszichológiai profiljában és viselkedésében felismerhető Hübrisz jelenséget elemzi. Később Owen Davidsonnal 14 tünetet határoztak meg, amely előfordulhat ebben a személyiség zavarban. 

## Keresztény értelmezés
A hübrisz (kevélység, gőg) a Hét főbűn egyike. A Biblia szerint nem egy vétség, hanem a bűn a maga teljes formájában (Ez 28,12–19), vagyis az embernek az isteni központtól önmagához való odafordulása. Törvényt szab, ahelyett, hogy alkalmazkodna hozzá.
Ézs 13,11: És meglátogatom a földön a bűnt, és a gonoszokon vétküket, és megszüntetem az istentelenek kevélységét, és az erőszakoskodóknak gőgjét megalázom.

## Lásd még
- Arrogancia
- Büszkeség
- Dunning–Kruger-hatás
- Nárcizmus